# لي تشينغ (ممثلة)
ولدت لي تشينغ في 8 نوفمبر 1948 وتوفيت في 22 فبراير 2018،وهي ممثلة أفلام نشأت في هونغ كونغ.

## حياتها
ولدت لي تشينغ في شنغهاي، ونشأت في هونغ كونغ البريطانية بعد الانتهاء من المدرسة الثانوية ودورة التمثيل [بحاجة لمصدر] . أعلنت اعتزالها كممثلة في عام 1983، بعد ظهورها في أكثر من 60 فيلمًا.

## وفاتها
تم العثور عليها ميتة في منزلها في 22 فبراير 2018  عن عمر يناهز 69 عامًا لأسباب غير معروفة.

## بعض من أفلامها
- 1964 Between Tears and Smiles
- 1964 The Dancing Millionairess
- 1964 The Last Woman of Shang
- 1964 The Story of Sue San
- 1964 The Crimson Palm
- 1964 The Female Prince
- 1965 Inside the Forbidden City
- 1965 The Mermaid
- 1965 The Lotus Lamp
- 1965 The West Chamber

## روابط خارجية
- لي تشينغ على موقع IMDb (الإنجليزية)
- لي تشينغ على موقع قاعدة بيانات الفيلم (الإنجليزية)
- لي تشينغ على موقع قاعدة بيانات الفيلم (الإنجليزية)